# Paraidemona punctata
Paraidemona punctata är en insektsart som först beskrevs av Carl Stål 1878.  Paraidemona punctata ingår i släktet Paraidemona och familjen gräshoppor. Inga underarter finns listade i Catalogue of Life.